# Ave de rapina
As aves de rapina, rapinantes, raptores ou aves predatórias são aves carnívoras que compartilham características semelhantes, como bicos recurvados e pontiagudos, garras fortes e visão de longo alcance. Assim, as rapinantes são aves ágeis na captura de seus alimentos: grandes artrópodes, peixes, anfíbios, pequenos mamíferos e pequenas aves. Mas cada rapinante está adaptada para caçar um tipo de animal, ou um certo grupo deles (ex: os falcões peregrinos são principalmente ornitófagos,caçando principalmente pombos-da-rocha (columba livia) mas tambem complementam a dieta com outros vertebrados).De acordo com a classificação de Lineu as aves de rapina eram divididas em 3 generos que eram: Falco,Strix e Vultur.

## Taxonomia:

Variação do tamanho e forma de várias aves de rapina

As aves de rapina são divididas nas ordems: 
- Accipitriformes

- Cathartiformes? (talvez seja de accipitriformes)

- Falconiformes

- Strigiformes

## Outras aves ocasionalmente consideradas "aves de rapina"
Além das famílias acima apresentadas, outras espécies são ocasionalmente incluídas em listas ou estudos sobre aves de rapina, como os picanços (que eram considerados "aves de rapina" na classificação original de Lineu), os corvos ou as seriemas, devido ao seu estilo de vida predatório similar às aves de rapina clássicas, e no caso das seriemas e corvos também devido à sua proximidade genética com os falcões.